# Sertularella clarki
Sertularella clarki är en nässeldjursart som beskrevs av Konstantin Sergejewicz Mereschkowsky 1878. Sertularella clarki ingår i släktet Sertularella och familjen Sertulariidae. Inga underarter finns listade i Catalogue of Life.